# Tienet
Tienet (orthographié aussi Tianet ou Tient), est une commune de la wilaya de Tlemcen en Algérie.

## Géographie

### Situation
Le territoire de la commune de Tienet est situé au nord-ouest de la wilaya de Tlemcen. Son chef-lieu est situé à environ 50 km à vol d'oiseau au nord-ouest de Tlemcen.
|          | Ghazaouet |         |
| Souahlia | Tienet    | Nedroma |
|          | Djebala   |         |

### Localités de la commune
En 1984, la commune de Tienet est constituée à partir des localités suivantes :
- Tient
- Kanot
- Bekhala
- Boukdama
- Bouali
- La Gare
- Aïn Zemmour
- Guenadez ou Gnadez ( Douar Sidi Mohamed Guendouz)
- Ouled Boughriet
- Fedden Slah
- Tikerat
- Oued Ramman
- Djemaa Sekhra Ouest

## Toponymie
Peut être du Tamazight ⵉⵏⵜⵜⵉ  [intti] coin , recoin.

## Démographie
La commune de Tienet connaît un déclin démographique, selon le recensement général de la population et de l'habitat de 2008, la population de la commune de Tienet est évaluée à 4 493 habitants contre 4 686 en 1998, c'est l'une des communes les moins peuplées de la wilaya de Tlemcen, elle enregistre un taux de croissance annuel négative (-0,4 % contre 1,2 % pour l’ensemble de la wilaya), sur la période 2008-1998.